# 人格権
人格権（）とは、個人の人格的利益を保護するための権利のこと。

## 概要
基本的人権の一つとも理解されているが、人格権は本来私法上の権利であり私人間に適用される。
民法、刑法で名誉毀損行為が法的責任の対象となる実質的根拠は人格権に求められる。
民法の占有訴権の解釈論において物権的請求権が認められ、その効果として差止請求権が解釈上認められているが、これに類似したものとして「人格権に基づく差止請求権」と称するものが認められてある。人格権に基づく差止請求は、不法行為に基づく差止請求権よりも、人格権の侵害という見地において不法性が大きく、それを放置することが社会正義に照らして許容されないレベルの場合にしか認められない。侵害者の故意又は過失について立証できないことを理由として放置することが、社会正義に照らして許容できないレベルのものに対して認められるものであるため、通常の不法行為に基づく差止請求権と異なり、侵害者の故意又は過失について立証責任を要しない。人格権に基づく差止請求は、基本的な根拠規定は不法行為に基づく差止請求であるが、人格権の侵害という見地において特別重大な不法行為においては、権利の濫用や信義則の法理によって、通常の不法行為に基づく差止請求とは異なる扱いとなるのである。

## 根拠規定
日本の実定法において、人格権の明文規定は存在せず、日本国憲法第13条（幸福追求権）を根拠規定として判例により確立されてきた（不文法）。
最高裁においては1986年の北方ジャーナル事件において人格権概念が登場している。

## 人格権に由来する権利
日本の実定法において、様々な「人格権の一内容」「人格的な利益」「人格権に由来する権利」が判例によって見出されてきた。
以下は日本において判例で確立されてきた、人格権に関わる権利・利益の一例である。※が無いものは判例に「〇〇権」として明文化されたもの、※付きは判例に権利・法益として明文化されつつ「◯◯権」とは呼称されていないものである。
- 名誉権[4]
- 氏名権※[5]
  - 氏名呼称権※[6]
  - 氏名専用権※[7]
- プライバシー権※
  - 肖像権※[8][9]
- パブリシティ権[10]

## 個人の人格の象徴
個人の人格の象徴（こじんのじんかくのしょうちょう）は個人の人格と強く結び付いたモノである。以下、人格的象徴と呼ぶ。
日本国憲法第13条は個人の尊厳を定め、それを尊重するために人格権が導かれる。人格的象徴は尊重されるべき個人の標章であることから、人格権に由来し、個人はその人格的象徴をみだりに利用されない権利を有している。
以下は、日本において判例で確立されてきた人格的象徴の一例である：
- 氏名[12]
- 肖像等[13]
  - 容ぼう・姿態（容ぼう等）
    - 容ぼう等の撮影物[14]
    - 容ぼう等のイラスト画[15]